# Grarem Gouga
Grarem Gouga (în arabă قرارم قوقة) este o comună din provincia Mila, Algeria.
Populația comunei este de 42.062 de locuitori (2008).